# Giuseppe Abbati
Pour les articles homonymes, voir Abbati.
 (juin 2022).
Si vous disposez d'ouvrages ou d'articles de référence ou si vous connaissez des sites web de qualité traitant du thème abordé ici, merci de compléter l'article en donnant les références utiles à sa vérifiabilité et en les liant à la section « Notes et références ».
Giuseppe Abbati né à Naples le 13 janvier 1836 et mort à Florence le 21 février 1868 est un peintre italien.
Il est rattaché au mouvement des Macchiaioli.

## Biographie

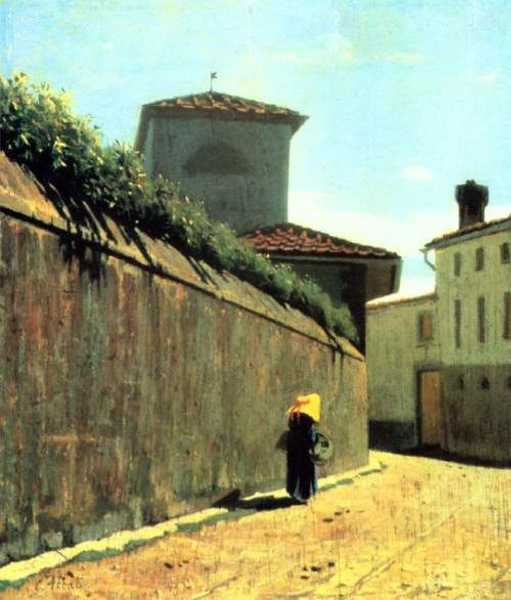
Ruelle sous le soleil (1863), Milan, collection Jucker.

Giuseppe Abbati, né le 13 janvier 1836 à Naples, est le fils du peintre Vincenzo Abbati et de Francesca Romano. Il suit sa famille d'abord à Florence (1842) ensuite à Venise (1846-1858) où il acquiert sa propre culture artistique en côtoyant son père et fréquentant à partir de 1850 l'Académie des beaux-arts de Venise auprès des professeurs Grigoletti et Bagnara. C'est là qu'il fait la connaissance des peintres Vito D'Ancona et Telemaco Signorini en voyage d'étude.
En 1858, la famille Abbati se rend de nouveau à Naples. L'année suivante Giuseppe participe à l'exposition du Reale Museo Borbonico avec le tableau La Cappella di San Tommaso d'Aquino in San Domenico Maggiore et fait la connaissance des peintres Bernardo Celentano et Domenico Morelli. En 1860, il participe à l'Expédition des Mille et perd un œil lors de la bataille du Volturno.
Fin 1860, il déménage à Florence et fréquente le cercle du renouveau artistique du Caffè Michelangiolo avec Telemaco Signorini, Vincenzo Cabianca, Odoardo Borrani, Vito D'Ancona, Serafino De Tivoli et le critique d'art, collectionneur et mécène Diego Martelli. En 1861, il peint Il chiostro di Santa Croce.
En 1863, aux expositions de Turin et de Florence, il présente des peintures réalisées sur le motif : Dintorni di Firenze, L'Ora del riposo, Arno presso Firenze, Motivo presso Castiglioncello, Ulivi del Monte alle Croci. En 1864, à la pinacothèque de Brera, il présente Il Lattaio di Piagentina.
En 1866, il participe à  la troisième guerre d'Indépendance italienne en tant que bersagliere volontaire. Il est fait prisonnier lors de la bataille de Custoza et emprisonné en Croatie.
Il rentre à Florence en décembre 1866. Il emménage dans la propriété de Diego Martelli à Castelnuovo della Misericordia. Mordu par son chien Cennino le 13 décembre 1867, il meurt deux mois après de la rage à l'hôpital de Florence.

## Œuvres
- Ruelle sous le soleil, 1863, Milan, collection Jucker.
- Maisonnette de pêcheurs, 1863, Florence, collection privée[réf. nécessaire].
- Mugnone alle Cure, Milan, collection privée[réf. nécessaire].
- Portrait de dame, Florence, galerie d'Art moderne.
- Cavallo al sole (cheval au soleil), 1866, huile sur carton, collection privée[réf. nécessaire].
- Marina, huile sur toile, Florence, galerie d'Art moderne.
- Route de pays, huile sur carton, Florence, galerie d'Art moderne.